# توماس غالاغير (سياسي)
توماس غالاغير (بالإنجليزية: Thomas Gallagher)‏ هو سياسي أمريكي، ولد في 6 يوليو 1850 في كونكورد في الولايات المتحدة، وتوفي في 24 فبراير 1930 في سان أنطونيو في الولايات المتحدة. حزبياً، نشط في الحزب الديمقراطي. وقد انتخب عضو مجلس النواب الأمريكي.